# Villarsia eglandulosa
Villarsia eglandulosa är en vattenklöverväxtart som beskrevs av William Griffiths. Villarsia eglandulosa ingår i släktet Villarsia och familjen vattenklöverväxter. Inga underarter finns listade i Catalogue of Life.